# Lae Haporas
Lae Haporas is een bestuurslaag in het regentschap Dairi van de provincie Noord-Sumatra, Indonesië. Lae Haporas telt 624 inwoners (volkstelling 2010).